# Réunionite
Réunionite, ou réunionnite est un terme péjoratif qui désigne la manie d'organiser des réunions de travail, souvent inutiles. Louis Vareille, réuniologue, en propose une définition dans son livre La Réunionite, ça suffit !, en anglais Meetingitis, make it stop!,.

« La réunionite est une maladie collective dont le symptôme principal est l’organisation désordonnée et compulsive de réunions. Cette maladie, qui peut se révéler aiguë, génère des pertes collectives de productivité et du désengagement individuel. Son étiologie principale est un défaut systémique de clarification et de respect des niveaux de responsabilité et d’autonomie des membres de l’organisation. Dans certaines organisations, la réunionite conduit les individus à perdre confiance dans leur capacité à faire et à décider, avec pour conséquence une embolie organisationnelle. »

— Louis Vareille, La réunionite, ça suffit !
Son étiologie principale est un défaut systémique de clarification et de respect des niveaux de responsabilité et d’autonomie des membres de l’organisation (responsabilité + autonomie = empowerment).						
Dans certaines organisations, la réunionite conduit les individus à perdre confiance dans leur capacité à faire et à décider, avec pour conséquence une embolie organisationnelle. 

## Causes
Pour Nadia Droz, spécialiste du burn-out, ces réunions n'ont souvent pas de contenu ou d'objectif clair, et permettent à leurs instigateurs de parler et se mettre en avant. Pour Benjamin Fabre, consultant en management, certaines réunions comportent trop de participants, réunis parfois pour éviter de les froisser, et durent souvent trop longtemps, notamment en raison d'un mauvais usage de Microsoft PowerPoint. Pour Thomas Perche, consultant spécialisé en management de projet, les principaux écueils relevés lors de l'organisation de réunions sont : absence d'ordre du jour clairement identifié et de préparation, mobilisation d'acteurs non forcément concernés par les problématiques abordés, défaut de pilotage et absence de prise de décision au cours des séances. Les réunions doivent être limitées à un minimum d'interlocuteurs préparés et compétents, les comptes-rendus seuls devant être largement diffusés.

## En France
Selon un sondage paru en 2018, 92 % des cadres participent à des réunions, pour une durée moyenne de quatre heures par semaine. Les réunions sont d'autant plus nombreuses qu'elles concernent des hommes, des salaires élevés, des grosses entreprises, et des entreprises franciliennes. Seuls 12 % des cadres jugent que toutes leurs réunions sont productives et efficaces.

## En Suisse
Selon un sondage paru en janvier 2019, les salariés suisses passent en moyenne cinq heures par semaine en réunion de travail, les deux tiers étant considérées comme inutiles.